# Dr. Jekyll and Mr. Hyde (film, 1913)
Pour les articles homonymes, voir Docteur Jekyll et Mister Hyde.
Pour plus de détails, voir Fiche technique et Distribution.
Dr. Jekyll and Mr. Hyde est un film muet américain réalisé par Herbert Brenon, sorti en 1913.

## Fiche technique
- Titre : Dr. Jekyll and Mr. Hyde
- Réalisation : Herbert Brenon
- Durée : 27 minutes
- Production : Carl Laemmle
- Société de production : Independent Moving Picture Company
- Date de sortie : États-Unis : 6 mars 1913

## Distribution
- King Baggot : Docteur Jekyll / Mr. Hyde
- Jane Gail : Alice
- Matt Snyder : Père d'Alice
- Howard Crampton : Dr. Lanyon
- William Sorelle : Utterson, l'avocat
- Herbert Brenon